# Schistura nagodiensis
Schistura nagodiensis és una espècie de peix de la família dels balitòrids i de l'ordre dels cipriniformes.

## Morfologia
- Els mascles poden assolir els 2,8 cm de longitud total.
- 2 espines i 8 radis tous a l'aleta dorsal.
- 2 espines i 5 radis tous a l'aleta anal.[5]

## Hàbitat i distribució geogràfica
És un peix d'aigua dolça, demersal i de clima tropical, el qual es troba al sud de l'Índia: la conca del riu Sharavathi al centre dels Ghats Occidentals (Karnataka).

## Amenaces
Les seua principal amenaça és l'impacte medioambiental de l'agricultura de plantació (com ara, l'ús de plaguicides i la sedimentació).